# أليس (سردينيا)
أليس، (بالإنجليزية: Ales)‏، (سردينيا: Abas)، هي بلدية في مقاطعة أوريستانو في جزيرة سردينيا على البحر الأبيض المتوسط. انها تقع على سفوح جبل ارسي الشرقية. هذه المنطقة هي المصدر الوحيد لحجر السج من لسردينيا.

## السكان
في سنة 1861 بلغ عدد السكان 1٬409 نسمة، وتطور العدد ليصل في سنة 2011 لـ 1٬515 نسمة.
يظهر هذا المخطط البياني تطور النمو السكاني لـ أليس (سردينيا)

## أعلام
- أنطونيو غرامشي
- فرناندو اتزوري